# Pherallodiscus funebris
Pherallodiscus funebris — вид риб родини Присоскоперові (Gobiesocidae).

## Поширення
Вид зустрічається на сході Тихого океану біля берегів Мексики.